# 거란 문자
거란 문자(契丹文字, 영어: Khitan scripts)는 거란어를 표기하기 위해 요나라 황실에서 만든 문자이다. 한자의 모양과 원리를 참고하여 만든 거란의 고유 문자로서, 거란 대자와 거란 소자의 두 종류가 있다.

## 개요
거란 대자(契丹大字)는 920년 요 태조(遼太祖) 야율아보기(耶律阿保機, 872~926, 재위 916~926)가 직접 창제 작업에 착수하여 같은 해 9월에 완성, 공포하였다. 거란 대자는 한자의 자형과 자의를 참고한 표의문자로서, 한자의 모양과 원리를 많이 참고한 흔적이 보인다. 거란 대자는 한족 문화로의 동화에 대한 경계와 더불어 한자를 바탕으로 한족의 문화와 대등한 거란의 문화를 세우고자 하는 취지로 만들어졌다. 거란인들은 거란 대자를 '구 글자' 또는 '큰 도장 글자'라고 불렀는데, 요 왕조의 관인에 사용된 문자는 모두 대자이며, 소자는 개인 날인에만 사용되었다.
거란 소자(契丹小字)는 황제의 동생인 야율질라(耶律迭剌)가 위구르의 사자로부터 배운 위구르 문자를 참조하여 창작한 것으로 전해지며, 음절 단위의 표음적인 요소를 가지고 있다. 거란 소자는 총 370개의 글자로 이루어져 있으며, 공포 시기는 924년 또는 925년으로 기록되어 있다. 요나라 중기부터 거란 소자의 사용이 거란 대자를 크게 넘어서게 되었고, 그러한 우세는 왕조 말기까지 유지되었다. 현존하는 거란 문자 자료를 보면, 소자의 수량이 대자의 세 배에 이른다.
거란 문자는 1125년 요가 멸망하자 곧 사용이 쇠퇴하였으며, 1191년에는 정식으로 요의 뒤를 이은 금이 사용 금지령을 내려 폐지되었다.

## 특징 및 해독
거란어는 몽골어 계열의 다음절어로서 단음절 고립어인 한어를 표기하는 한자와 언어적 특징이 달랐을 뿐더러, 한자와 같이 기억력에 상당한 부담을 주었기 때문에 거란의 빈민들에게 널리 통용되지 못하고 황실의 공문서나 비문 등 일부 제한된 경우에 한정되어 쓰였을 것으로 추정된다. 이 때문에 현재 남아 있는 거의 대부분의 자료들도 각종 비문이나 요의 황실 기록 등 일부 한정된 분야이다.
거란 문자 자료는 내용상 넷으로 분류된다. 첫째는 죽은 이의 생애와 계보를 기술하는 묘지(墓誌)・묘비(墓碑)・신도비(神道碑)・묘벽묵서(墓壁墨書)로 그 글자수는 수 십자에서 수 천자까지 일정하지 않다. 둘째는 기행문이나 암벽에 남긴 메시지(留言)를 적은 비문(碑文)・제벽(題壁)・석각(石刻)으로 일반적으로 글자수가 적다. 셋째는 그림의 제목자(題字)와 부장용 백화(帛畫)・백서(帛書)로 글자수는 몇 자에서 몇 백자까지 일정하지 않다. 넷째는 기물의 제작 목적이나 그 명칭을 설명하는 전문(錢文)・인문(印文)・경명(鏡銘)・도자기낙관(陶磁器落款)으로 글자수가 가장 적다. 따라서 거란인의 역사를 연구하는 데 가장 큰 가치를 지니는 것은 첫 번째 부류이다.

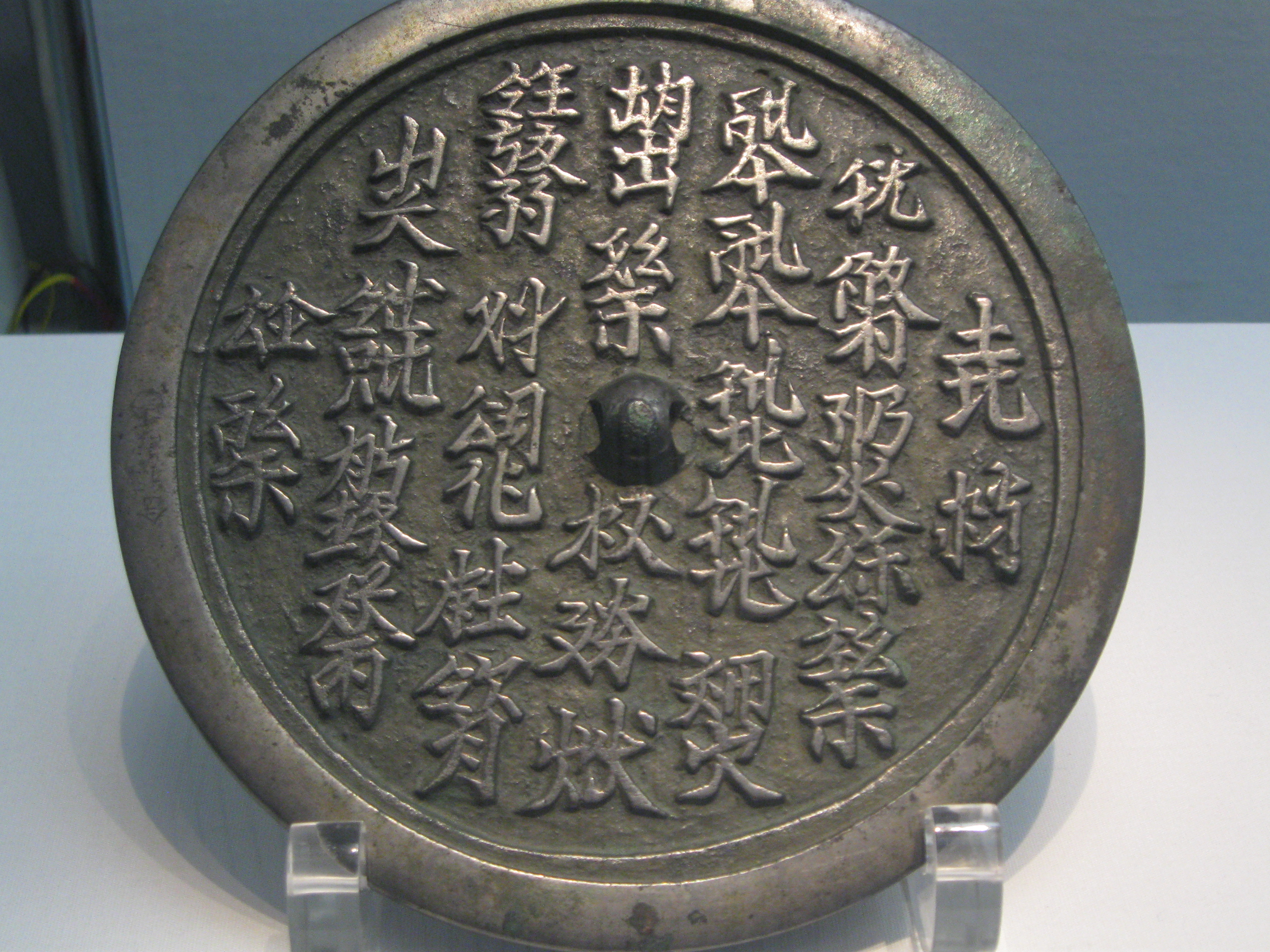
거란 문자(契丹文字) 국립중앙박물관 소장. (다언어 위키문헌의 전산화)

대한민국 국립중앙박물관에는 『거란소자 칠언절구 동경(契丹小字七言絶句銅鏡)』이 보관되어 있는데, 각운을 담고 있는 시문으로서, 거란 언어의 특색을 잘 구현하고 있어 거란 문자 연구에 중요한 사료가 되고 있다.

## 영향
거란 문자는 후대에 한자를 참조로 만든 유사한 문자인 여진 문자에도 영향을 주었을 것이라 여겨지나 아직 체계적으로 밝혀지지는 않았다. 거란 문자를 연구하는 학자로 유명한 사람은 중국의 학자인 뤄푸청(羅福成)과 일본의 니시다 다쓰오(西田 龍雄) 등이 있다. 그러나 남겨진 자료가 한정되어 있고 밝혀진 문자의 음가도 학자마다 전혀 일치하지 않는 등 그 전모를 밝혀줄 해독에는 이르지 못하고 있다.

## 인코딩
2020년 3월, 유니코드 13.0의 거란소자 블록에 거란소자 470자가 추가되었다.
| 거란소자[1][2] 유니코드 공식 차트 (PDF)                   |    |    |    |    |    |    |    |    |    |    |    |    |    |    |    |    |
|                                                           | 0  | 1  | 2  | 3  | 4  | 5  | 6  | 7  | 8  | 9  | A  | B  | C  | D  | E  | F  |
| U+18B0x                                                   | 𘬀‎ | 𘬁‎ | 𘬂‎ | 𘬃‎ | 𘬄‎ | 𘬅‎ | 𘬆‎ | 𘬇‎ | 𘬈‎ | 𘬉‎ | 𘬊‎ | 𘬋‎ | 𘬌‎ | 𘬍‎ | 𘬎‎ | 𘬏‎ |
| U+18B1x                                                   | 𘬐‎ | 𘬑‎ | 𘬒‎ | 𘬓‎ | 𘬔‎ | 𘬕‎ | 𘬖‎ | 𘬗‎ | 𘬘‎ | 𘬙‎ | 𘬚‎ | 𘬛‎ | 𘬜‎ | 𘬝‎ | 𘬞‎ | 𘬟‎ |
| U+18B2x                                                   | 𘬠‎ | 𘬡‎ | 𘬢‎ | 𘬣‎ | 𘬤‎ | 𘬥‎ | 𘬦‎ | 𘬧‎ | 𘬨‎ | 𘬩‎ | 𘬪‎ | 𘬫‎ | 𘬬‎ | 𘬭‎ | 𘬮‎ | 𘬯‎ |
| U+18B3x                                                   | 𘬰‎ | 𘬱‎ | 𘬲‎ | 𘬳‎ | 𘬴‎ | 𘬵‎ | 𘬶‎ | 𘬷‎ | 𘬸‎ | 𘬹‎ | 𘬺‎ | 𘬻‎ | 𘬼‎ | 𘬽‎ | 𘬾‎ | 𘬿‎ |
| U+18B4x                                                   | 𘭀‎ | 𘭁‎ | 𘭂‎ | 𘭃‎ | 𘭄‎ | 𘭅‎ | 𘭆‎ | 𘭇‎ | 𘭈‎ | 𘭉‎ | 𘭊‎ | 𘭋‎ | 𘭌‎ | 𘭍‎ | 𘭎‎ | 𘭏‎ |
| U+18B5x                                                   | 𘭐‎ | 𘭑‎ | 𘭒‎ | 𘭓‎ | 𘭔‎ | 𘭕‎ | 𘭖‎ | 𘭗‎ | 𘭘‎ | 𘭙‎ | 𘭚‎ | 𘭛‎ | 𘭜‎ | 𘭝‎ | 𘭞‎ | 𘭟‎ |
| U+18B6x                                                   | 𘭠‎ | 𘭡‎ | 𘭢‎ | 𘭣‎ | 𘭤‎ | 𘭥‎ | 𘭦‎ | 𘭧‎ | 𘭨‎ | 𘭩‎ | 𘭪‎ | 𘭫‎ | 𘭬‎ | 𘭭‎ | 𘭮‎ | 𘭯‎ |
| U+18B7x                                                   | 𘭰‎ | 𘭱‎ | 𘭲‎ | 𘭳‎ | 𘭴‎ | 𘭵‎ | 𘭶‎ | 𘭷‎ | 𘭸‎ | 𘭹‎ | 𘭺‎ | 𘭻‎ | 𘭼‎ | 𘭽‎ | 𘭾‎ | 𘭿‎ |
| U+18B8x                                                   | 𘮀‎ | 𘮁‎ | 𘮂‎ | 𘮃‎ | 𘮄‎ | 𘮅‎ | 𘮆‎ | 𘮇‎ | 𘮈‎ | 𘮉‎ | 𘮊‎ | 𘮋‎ | 𘮌‎ | 𘮍‎ | 𘮎‎ | 𘮏‎ |
| U+18B9x                                                   | 𘮐‎ | 𘮑‎ | 𘮒‎ | 𘮓‎ | 𘮔‎ | 𘮕‎ | 𘮖‎ | 𘮗‎ | 𘮘‎ | 𘮙‎ | 𘮚‎ | 𘮛‎ | 𘮜‎ | 𘮝‎ | 𘮞‎ | 𘮟‎ |
| U+18BAx                                                   | 𘮠‎ | 𘮡‎ | 𘮢‎ | 𘮣‎ | 𘮤‎ | 𘮥‎ | 𘮦‎ | 𘮧‎ | 𘮨‎ | 𘮩‎ | 𘮪‎ | 𘮫‎ | 𘮬‎ | 𘮭‎ | 𘮮‎ | 𘮯‎ |
| U+18BBx                                                   | 𘮰‎ | 𘮱‎ | 𘮲‎ | 𘮳‎ | 𘮴‎ | 𘮵‎ | 𘮶‎ | 𘮷‎ | 𘮸‎ | 𘮹‎ | 𘮺‎ | 𘮻‎ | 𘮼‎ | 𘮽‎ | 𘮾‎ | 𘮿‎ |
| U+18BCx                                                   | 𘯀‎ | 𘯁‎ | 𘯂‎ | 𘯃‎ | 𘯄‎ | 𘯅‎ | 𘯆‎ | 𘯇‎ | 𘯈‎ | 𘯉‎ | 𘯊‎ | 𘯋‎ | 𘯌‎ | 𘯍‎ | 𘯎‎ | 𘯏‎ |
| U+18BDx                                                   | 𘯐‎ | 𘯑‎ | 𘯒‎ | 𘯓‎ | 𘯔‎ | 𘯕‎ | 𘯖‎ | 𘯗‎ | 𘯘‎ | 𘯙‎ | 𘯚‎ | 𘯛‎ | 𘯜‎ | 𘯝‎ | 𘯞‎ | 𘯟‎ |
| U+18BEx                                                   | 𘯠‎ | 𘯡‎ | 𘯢‎ | 𘯣‎ | 𘯤‎ | 𘯥‎ | 𘯦‎ | 𘯧‎ | 𘯨‎ | 𘯩‎ | 𘯪‎ | 𘯫‎ | 𘯬‎ | 𘯭‎ | 𘯮‎ | 𘯯‎ |
| U+18BFx                                                   | 𘯰‎ | 𘯱‎ | 𘯲‎ | 𘯳‎ | 𘯴‎ | 𘯵‎ | 𘯶‎ | 𘯷‎ | 𘯸‎ | 𘯹‎ | 𘯺‎ | 𘯻‎ | 𘯼‎ | 𘯽‎ | 𘯾‎ | 𘯿‎ |
| U+18C0x                                                   | 𘰀‎ | 𘰁‎ | 𘰂‎ | 𘰃‎ | 𘰄‎ | 𘰅‎ | 𘰆‎ | 𘰇‎ | 𘰈‎ | 𘰉‎ | 𘰊‎ | 𘰋‎ | 𘰌‎ | 𘰍‎ | 𘰎‎ | 𘰏‎ |
| U+18C1x                                                   | 𘰐‎ | 𘰑‎ | 𘰒‎ | 𘰓‎ | 𘰔‎ | 𘰕‎ | 𘰖‎ | 𘰗‎ | 𘰘‎ | 𘰙‎ | 𘰚‎ | 𘰛‎ | 𘰜‎ | 𘰝‎ | 𘰞‎ | 𘰟‎ |
| U+18C2x                                                   | 𘰠‎ | 𘰡‎ | 𘰢‎ | 𘰣‎ | 𘰤‎ | 𘰥‎ | 𘰦‎ | 𘰧‎ | 𘰨‎ | 𘰩‎ | 𘰪‎ | 𘰫‎ | 𘰬‎ | 𘰭‎ | 𘰮‎ | 𘰯‎ |
| U+18C3x                                                   | 𘰰‎ | 𘰱‎ | 𘰲‎ | 𘰳‎ | 𘰴‎ | 𘰵‎ | 𘰶‎ | 𘰷‎ | 𘰸‎ | 𘰹‎ | 𘰺‎ | 𘰻‎ | 𘰼‎ | 𘰽‎ | 𘰾‎ | 𘰿‎ |
| U+18C4x                                                   | 𘱀‎ | 𘱁‎ | 𘱂‎ | 𘱃‎ | 𘱄‎ | 𘱅‎ | 𘱆‎ | 𘱇‎ | 𘱈‎ | 𘱉‎ | 𘱊‎ | 𘱋‎ | 𘱌‎ | 𘱍‎ | 𘱎‎ | 𘱏‎ |
| U+18C5x                                                   | 𘱐‎ | 𘱑‎ | 𘱒‎ | 𘱓‎ | 𘱔‎ | 𘱕‎ | 𘱖‎ | 𘱗‎ | 𘱘‎ | 𘱙‎ | 𘱚‎ | 𘱛‎ | 𘱜‎ | 𘱝‎ | 𘱞‎ | 𘱟‎ |
| U+18C6x                                                   | 𘱠‎ | 𘱡‎ | 𘱢‎ | 𘱣‎ | 𘱤‎ | 𘱥‎ | 𘱦‎ | 𘱧‎ | 𘱨‎ | 𘱩‎ | 𘱪‎ | 𘱫‎ | 𘱬‎ | 𘱭‎ | 𘱮‎ | 𘱯‎ |
| U+18C7x                                                   | 𘱰‎ | 𘱱‎ | 𘱲‎ | 𘱳‎ | 𘱴‎ | 𘱵‎ | 𘱶‎ | 𘱷‎ | 𘱸‎ | 𘱹‎ | 𘱺‎ | 𘱻‎ | 𘱼‎ | 𘱽‎ | 𘱾‎ | 𘱿‎ |
| U+18C8x                                                   | 𘲀‎ | 𘲁‎ | 𘲂‎ | 𘲃‎ | 𘲄‎ | 𘲅‎ | 𘲆‎ | 𘲇‎ | 𘲈‎ | 𘲉‎ | 𘲊‎ | 𘲋‎ | 𘲌‎ | 𘲍‎ | 𘲎‎ | 𘲏‎ |
| U+18C9x                                                   | 𘲐‎ | 𘲑‎ | 𘲒‎ | 𘲓‎ | 𘲔‎ | 𘲕‎ | 𘲖‎ | 𘲗‎ | 𘲘‎ | 𘲙‎ | 𘲚‎ | 𘲛‎ | 𘲜‎ | 𘲝‎ | 𘲞‎ | 𘲟‎ |
| U+18CAx                                                   | 𘲠‎ | 𘲡‎ | 𘲢‎ | 𘲣‎ | 𘲤‎ | 𘲥‎ | 𘲦‎ | 𘲧‎ | 𘲨‎ | 𘲩‎ | 𘲪‎ | 𘲫‎ | 𘲬‎ | 𘲭‎ | 𘲮‎ | 𘲯‎ |
| U+18CBx                                                   | 𘲰‎ | 𘲱‎ | 𘲲‎ | 𘲳‎ | 𘲴‎ | 𘲵‎ | 𘲶‎ | 𘲷‎ | 𘲸‎ | 𘲹‎ | 𘲺‎ | 𘲻‎ | 𘲼‎ | 𘲽‎ | 𘲾‎ | 𘲿‎ |
| U+18CCx                                                   | 𘳀‎ | 𘳁‎ | 𘳂‎ | 𘳃‎ | 𘳄‎ | 𘳅‎ | 𘳆‎ | 𘳇‎ | 𘳈‎ | 𘳉‎ | 𘳊‎ | 𘳋‎ | 𘳌‎ | 𘳍‎ | 𘳎‎ | 𘳏‎ |
| U+18CDx                                                   | 𘳐‎ | 𘳑‎ | 𘳒‎ | 𘳓‎ | 𘳔‎ | 𘳕‎ |    |    |    |    |    |    |    |    |    |    |
| U+18CEx                                                   |    |    |    |    |    |    |    |    |    |    |    |    |    |    |    |    |
| U+18CFx                                                   |    |    |    |    |    |    |    |    |    |    |    |    |    |    |    |    |
| 주석 1.^ 유니코드 버전 14.0 현재 2.^ 회색칸은 미할당 코드 |    |    |    |    |    |    |    |    |    |    |    |    |    |    |    |    |